# Liofobowość
Liofobowość – cecha niektórych cząstek koloidalnych, oraz wielkich cząsteczek polimerów polegająca na braku skłonności do adsorpcji na ich powierzchni cząsteczek rozpuszczalnika (czyli substancji rozpraszającej). Cecha ta oznacza, że układy koloidalne zawierające tego typu cząstki lub cząsteczki łatwo koagulują, gdyż jedynymi siłami separującymi ich fazy są siły odpychające jednoimiennych powierzchniowych ładunków elektrycznych.
Przeciwieństwem liofobowości jest liofilowość. Nie należy mylić z lipofilowością.